# Golubie
Golubie [ɡɔˈlubjɛ] (en alemán: Gollubien) es un pueblo ubicado en el distrito administrativo de Gmina Kalinowo, dentro del Distrito de Ełk, Voivodato de Varmia y Masuria, en Polonia del norte. Se encuentra aproximadamente a 10 kilómetros al oeste de Kalinowo, a 15 kilómetros al noreste de Ełk, y a 135 kilómetros al este de la capital regional Olsztyn.
Antes de 1945, el área fue parte de Alemania (Prusia Oriental).